# Траскин, Александр Семёнович
Александр Семёнович Траскин (1803—1855) — офицер, участник Русско-турецкой войны 1828—1829 гг. и Кавказской войны. Начальник штаба Отдельного Кавказского корпуса. С 1846 г. служил по гражданской части. Попечитель Киевского учебного округа (в 1846—1848 гг.), Харьковский гражданский губернатор (в 1849—1855 гг.).

## Биография
Родился в 1803 году, сын Кронштадтского коменданта генерал-майора Семёна Ивановича Траскина. Образование получил в Пажеском корпусе, из которого в 1822 году был выпущен прапорщиком в Гвардейский Генеральный штаб, затем служил в пехоте.
В 1828 году принимал участие в Русско-турецкой войне 1828—1829 гг. на Балканах и отличился при осаде Варны.
Переведённый в 1830 году снова в Генеральный штаб, Траскин в следующем году получил чин капитана и 17 апреля 1834 года был произведён в полковники с назначением флигель-адъютантом и непременным членом совета Императорской военной академии.
Во второй половине 1830-х годов Траскин был назначен офицером Генерального штаба на Кавказ, в 1837 году он получил должность исполняющим дела начальника штаба войск Кавказской линии и Черномории и в 1839 году утверждён в этой должности. На Кавказе Траскин неоднократно принимал участие в походах против горцев, особенно он отличился в кампании 1840 года в Чечне и Дагестане.
За боевые отличия Траскин 1 июля 1842 года был произведён в генерал-майоры Свиты его величества, в следующем году был назначен начальником штаба Отдельного Кавказского корпуса и 4 декабря за беспорочную выслугу 25 лет в офицерских чинах был награждён орденом св. Георгия 4-й степени (№ 6915 по кавалерскому списку Григоровича — Степанова), в 1844 году получил орден св. Станислава 1-й степени.
11 февраля 1846 года Траскин был переименован в действительные статские советники и назначен на службу по Министерству внутренних дел. В 1846—1848 гг. Траскин был попечителем Киевского учебного округа. Затем в 1849—1855 гг. был Харьковским гражданским губернатором. В 1854 году получил чин тайного советника.
Скончался Траскин в 1855 году.
Его братья: Иван (генерал-майор, окружной начальник военных поселений Киевской и Подольской губерний), Николай (полковник) и Константин (полковник, убит на Кавказе).

## Характеристики
Крайне нелестную характеристику Траскина оставил М. Я. Ольшевский, начинавший свою службу на Кавказе под его непосредственным руководством: 

«Старший из них, не оставивший по себе хорошей памяти впоследствии и по гражданской части, был надменен, горд, ленив, нетерпелив. Кроме природной гордости флигель-адъютант Александр Семёнович Траскин кичился родством, хотя отдалённым, с одним из владык мира сего. Леность его происходила от непомерной толстоты, которая в особенности для него была тяжела во время лета, когда нетерпеливость его в докладах доходила до отвращения. Любя вообще хорошо пожить, а в особенности поесть (но только не со своими подчинёнными), на что собственные его средства были недостаточны, несмотря на это, он умел проживать более, нежели получал».
Несколько по-другому обрисовал Траскина в своих мемуарах Г. И. Филипсон: 

«Его рост, более чем средний, был незаметен при чрезвычайной его толщине. Он имел хорошие умственные способности, образование светское, но не солидное, владел хорошо русским и французским языками, хорошо знал бюрократическую рутину, работал скоро и усердно. От природы был добр, но порядочно испорчен средой, в которой прошла его молодость».